# HPFS
HPFS(High Performance File System)는 OS/2 운영체제를 위해 만들어진 파일 시스템으로서 FAT파일시스템의 한계를 개선했다. Gordon Letwin과 마이크로소프트 사람들이 만들었고 OS/2 ver1.2에 처음 적용되었다. 1988년 발표되었는데, 당시까지만 해도 마이크로소프트와 IBM이 공동개발을 했었다.